# راندي مامولا
راندي مامولا (بالإنجليزية: Randy Mamola)‏ هو متسابق دراجات نارية أمريكي سابق. نافس في سباقات بطولة العالم لفئة 500 سي سي ولفئة 250 سي سي ولفئة 50 سي سي.

## روابط خارجية
- راندي مامولا على موقع MotoGP.com (الإنجليزية)